# Satz von Osgood (Funktionalanalysis)
Der Satz von Osgood ist ein mathematischer Lehrsatz, der im Übergangsfeld zwischen Funktionalanalysis und Topologie angesiedelt und nach dem Mathematiker William Fogg Osgood benannt ist. Er ist eng verbunden mit und sogar eine direkte Folgerung aus dem Kategoriensatz von Baire. Als Folgerung aus dem Satz von Osgood ergibt sich das Prinzip der gleichmäßigen Beschränktheit, eines der klassischen Resultate der Funktionalanalysis.

## Formulierung des Satzes
Gegeben sei ein topologischer Raum {\displaystyle \left(X,{\mathcal {O}}\right)} und darin eine Teilmenge {\displaystyle W\subseteq X} von zweiter Bairescher Kategorie.
Gegeben sei weiter eine Familie {\displaystyle {\mathcal {F}}=(f_{i})_{i\in I}} von unterhalb stetigen reellwertigen Funktionen
{\displaystyle f_{i}\colon \left(X,{\mathcal {O}}\right)\to \mathbb {R} \;\;(i\in I)}.
Hierfür sei vorausgesetzt, dass die Familie {\displaystyle {\mathcal {F}}} auf {\displaystyle W} punktweise gleichmäßig nach oben beschränkt sei:
{\displaystyle \sup _{i\in I}{f_{i}(w)}<\infty \;\;(w\in W)}
Dann gilt:
Es existiert eine nicht-leere offene Teilmenge {\displaystyle U\in {\mathcal {O}}} derart, dass die Familie {\displaystyle {\mathcal {F}}{\upharpoonright U}={({f_{i}}{\upharpoonright }U)}_{i\in I}} der auf {\displaystyle U} eingeschränkten Funktionen sogar gleichmäßig nach oben beschränkt ist, also der Bedingung
{\displaystyle \sup _{i\in I,u\in U}{f_{i}(u)}<\infty } 
genügt.

## Beweisskizze
Unter den genannten Bedingungen ist die Supremumsfunktion {\displaystyle F=\sup {\mathcal {F}}\colon \left(X,{\mathcal {O}}\right)\to \mathbb {R} }, definiert durch die Zuordnungsregel {\displaystyle x\mapsto \sup _{i\in I}f_{i}(x)}, selbst wieder unterhalb stetig.
Folglich genügt es, den Beweis nur für den Fall einer einzigen unterhalb stetigen reellen Funktion {\displaystyle f} zu führen. Zudem kann man von vornherein {\displaystyle X=W} voraussetzen.
Nun bildet man für {\displaystyle n\in \mathbb {N} } jeweils die Teilmenge {\displaystyle W_{n}=\{x\in X:f(x)\leq n\}}.
Diese {\displaystyle {(W_{n})}_{n\in \mathbb {N} }} bilden wegen der genannten Halbstetigkeitsbedingung eine aus lauter abgeschlossenen Mengen bestehende Überdeckung von {\displaystyle W}. Da nun {\displaystyle X=W} nach Voraussetzung von zweiter Bairescher Kategorie ist, hat notwendigerweise eine dieser abgeschlossenen Teilmengen, etwa {\displaystyle W_{N}}, ein nicht-leeres Inneres. Nun setzt man {\displaystyle {U=W_{N}}^{\circ }} und gewinnt so die gesuchte offene Teilmenge.

## Folgerungen
Mit dem Satz von Osgood gelangt man direkt zum Prinzip der gleichmäßigen Beschränktheit, wonach gilt:
Eine punktweise nach oben beschränkte Familie stetiger Operatoren von einem Banachraum in einen normierten Raum ist bezüglich der Operatornorm stets gleichmäßig nach oben beschränkt.
Denn zunächst ist der Satz von Osgood insbesondere anwendbar für den Fall, dass {\displaystyle (X,{\mathcal {O}})} ein Bairescher Raum ist und dass alle {\displaystyle f_{i}}   {\displaystyle (i\in I)} stetig sind. Er gilt nach dem Baireschen Kategoriensatz dann sicher auch, wenn seine topologische Struktur durch eine vollständige Metrik erzeugt wird. In diesem Falle lässt sich die Aussage noch verschärfen und man gewinnt folgende spezielle Version des Osgoodschen Satzes:
Ist {\displaystyle (f_{i})_{i\in I}} eine punktweise nach oben beschränkte Familie von stetigen reellwertigen Funktionen auf einem vollständigen metrischen Raum {\displaystyle (X,d)}, so existiert eine abgeschlossene Vollkugel {\displaystyle {\overline {B_{r}}}\subseteq X} mit {\displaystyle \sup _{i\in I,x\in {\overline {B_{r}}}}{f_{i}(x)}<\infty }.
Ausgehend von dieser speziellen Version kann man weiter verschärfen, indem man noch die besondere uniforme Struktur normierter Räume in Rechnung stellt, wonach alle abgeschlossenen Vollkugeln durch zentrische Streckung und Parallelverschiebung aus der abgeschlossenen Einheitskugel hervorgehen. Stellt man weiter in Rechnung, dass durch Verkettung eines stetigen Operators mit einer Norm – sofern möglich – stets eine unterhalb stetigen reellwertige Funktion entsteht, so hat man das Prinzip der gleichmäßigen Beschränktheit.

## Verwandtes Resultat
Eng verwandt mit den obigen Sätzen ist das folgende Lemma von Gelfand:
Sei {\displaystyle (X,\|\cdot \|)} ein normierter Raum und sei {\displaystyle p:(X,\|\cdot \|)\to \mathbb {R} } eine nach unten halbstetige Seminorm auf {\displaystyle (X,\|\cdot \|)}. Ist diese Seminorm punktweise nach oben beschränkt auf einer Teilmenge der Zweiten Baireschen Kategorie, so existiert eine reelle Konstante {\displaystyle M>0} mit:

{\displaystyle p(x)\leq M\|x\|}   {\displaystyle (x\in X)}.
Das Lemma lässt sich mit den gleichen Überlegungen wie oben aus dem Satz von Osgood herleiten. Es führt seinerseits (und in gleicher Weise wie oben) direkt zum Prinzip der gleichmäßigen Beschränktheit.

## Weitere Folgerungen aus dem Prinzip der gleichmäßigen Beschränktheit
- Jede schwach beschränkte Teilmenge – also damit jede schwach konvergente Folge – in einem normierten Vektorraums ist beschränkt.[9][10][11]
- Ist {\displaystyle {\mathcal {F}}} eine Familie stetiger linearer Operatoren von einem Banachraum {\displaystyle X} in einem normierten Raum {\displaystyle Y} und ist {\displaystyle {\mathcal {F}}(x)=\{f(x):f\in {\mathcal {F}}\}} für jedes {\displaystyle x\in X} schwach beschränkt in {\displaystyle Y}, so ist {\displaystyle {\mathcal {F}}} bezüglich der Operatornorm gleichmäßig nach oben beschränkt.[10]
- Konvergiert eine Folge {\displaystyle (f_{n})_{n\in \mathbb {N} }} stetiger linearer Operatoren von einem Banachraum {\displaystyle X} in einen normierten Raum {\displaystyle Y} punktweise gegen eine Grenzfunktion {\displaystyle f}, so ist {\displaystyle f} ebenfalls ein stetiger linearer Operator und dabei gilt

{\displaystyle \|f\|\leq \liminf _{n\rightarrow \infty }\|f_{n}\|}.

### Monographien
- Izrail M. Gelfand: Collected Papers. Volume I. Edited by S. G. Gindikin – V. W. Guillemin – A. A. Kirillov – B. Kostant – S. Sternberg. Springer Verlag, Berlin u. a. 1987, ISBN 3-540-13619-3.
- Harro Heuser: Funktionalanalysis. Theorie und Anwendung (= Mathematische Leitfäden). 4., durchgesehene Auflage. Teubner Verlag, Wiesbaden 2006, ISBN 3-8351-0026-2 (MR2380292).
- L. W. Kantorowitsch, G. P. Akilow: Funktionalanalysis in normierten Räumen. In deutscher Sprache herausgegeben von Prof. Dr. rer. nat. habil. P. Heinz Müller, Technische Universität Dresden. Übersetzt aus dem Russischen von Heinz Langer, Dresden, und Rolf Kühne, Dresden. Verlag Harri Deutsch, Thun / Frankfurt am Main 1978, ISBN 3-87144-327-1 (MR0458199).
- Ronald Larsen: Functional Analysis. An Introduction (= Pure and Applied Mathematics. Band 15). Marcel Dekker, New York 1973, ISBN 0-8247-6042-5 (MR0461069).
- Horst Schubert: Topologie. 4. Auflage. B. G. Teubner Verlag, Stuttgart 1975, ISBN 3-519-12200-6 (MR0423277).